# لاله واژگون غرب
لالهٔ واژگون غرب یا گل سرنگون غرب (نام علمی: Fritillaria straussii) یکی از گونه‌های لاله واژگون است. ارتفاع آن به ۳۰ سانتیمتر می‌رسد برگ‌های این گونه سبز شفاف و دو برگ متقابل پائین آن تا ۴ و نیم سانتیمتر عرض دارند که این چنین برگ‌هایی در سایر گونه‌های ایرانی این جنس یافت نمی‌شود. قطعات گل‌پوش گل‌های منفرد آن تا ۳ سانتیمتر طول دارند که به مرور زمان از رنگ تقریباً سبز خالص تا کم و بیش طرح شطرنجی قهوه‌ای مشخص تغییر رنگ می‌دهند. در کردستان و در شیب‌های سمت شمالی سنگلاخی و اغلب در زیر سایهٔ درختچه‌ها تا ارتفاع حدود ۲۷۰۰ متر می‌روید. زمان گلدهی در ماه فروردین و اردیبهشت است.